# Gordon Bajnai
György Gordon Bajnai (* 5. březen 1968, Szeged) je maďarský ekonom, politik a bývalý ministr Národního rozvoje a hospodářství. V letech 2009 – 2010 byl sedmým premiérem Maďarské republiky.

## Biografie
Gordon Bajnai se narodil dne 5. březen 1968 v Szegedu v tehdejší Maďarské lidové republice. Vystudoval ekonomii na Budapesti Corvinus Egyetem - Ústav mezinárodních vztahů.

## Kariéra
Od 1. července 2007 do 30. dubna 2008 byl v čele Ministerstva pro místní samosprávu a regionální rozvoj. Dne 1. května 2008 převzal post ministra Národního rozvoje a hospodářství.

### Předseda vlády

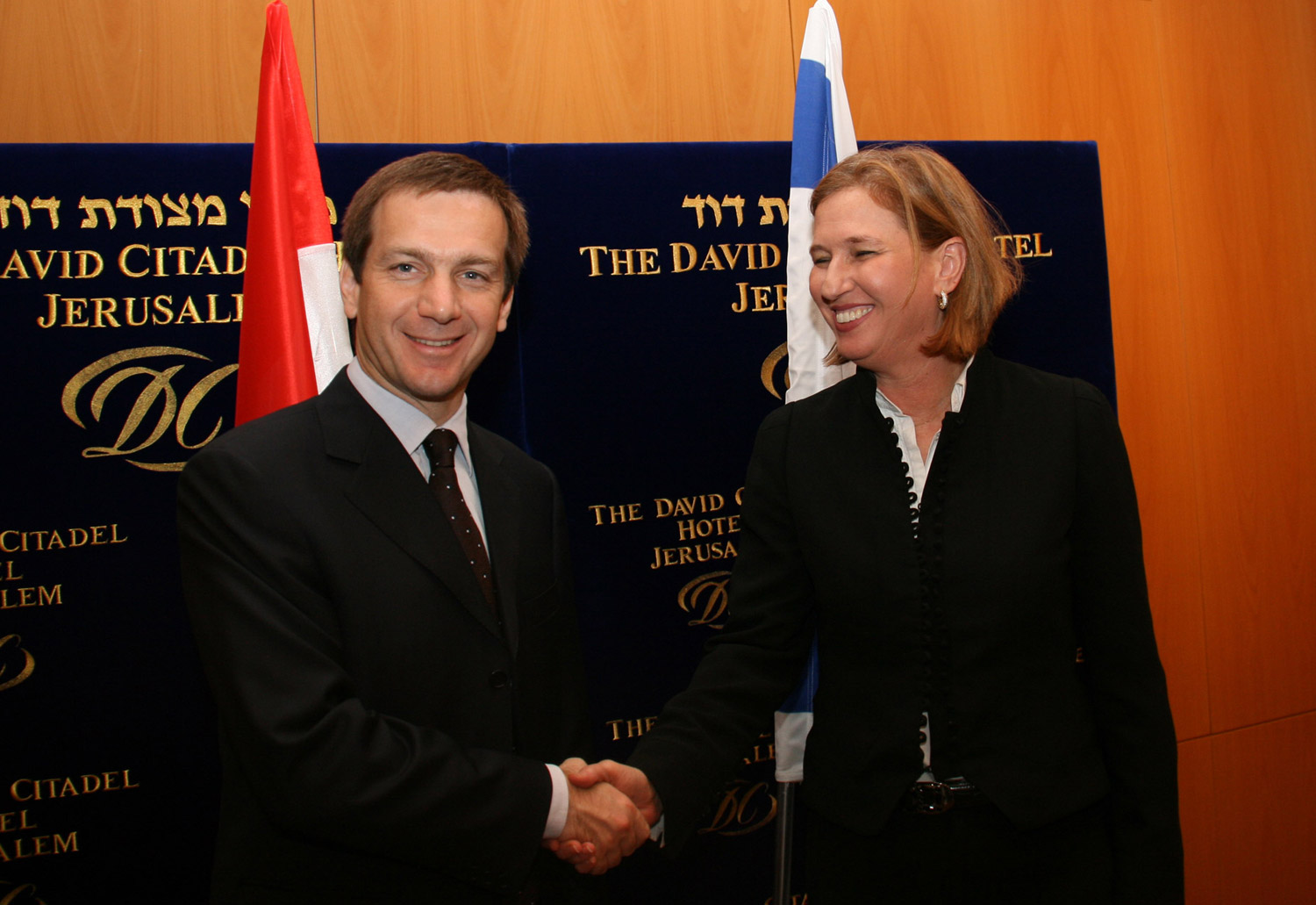
Gordon Bajnai s izraelskou političkou Cipi Livniovou

Po rezignaci premiéra Ference Gyurcsányho, který odstoupil z důvodu umožnit tak sestavení nové vlády s novým předsedou a pomoci tak k prosazení důležitých reforem a škrtům ve státním rozpočtu, byly jako vhodnými kandidáty na post předsedy vlády navrženi György Surányi, Ferenc Glatz a András Vértes.
Ovšem dne 26. března 2009 György Surányi oznámil, že se o post ministerského předsedy ucházet nebude. Jelikož již 24. března uvedl, že se funkce premiéra ujme jen tehdy, když bude mít podporu všech parlamentních stran, a tu nemá.
Odmítnutí György Surányiho donutilo MSZP hledat další vhodné kandidáty na post premiéra. Dne 29. března 2009 navrhla dalšího kandidáta, a to ministra národního rozvoje a hospodářství - Gordona Bajnaie. Koaliční strana SZDSZ následně jeho kandidaturu o den později podpořila. Gordon Bajnai měl dvě podmínky pro přijetí nominace - získání podpory opozičního SZDSZ a písemnou dohodu mezi MSZP a SZDSZ, že budou podporovat jím vedený kabinet i v době, "kdy budou muset být přijímána obtížná rozhodnutí".
Chce sestavit vládu odborníků, kteří by dokázali řešit tíživou hospodářskou situaci země. Bajnai upozornil, že splnění jeho programu vyžaduje oběti, odříkání a dotkne se každé maďarské rodiny. "Bude to bolet, ale bude to mít výsledky".
Do úřadu premiéra byl zvolen dne 14. dubna 2009, hlasovalo pro něj 204 z 385 poslanců ze MSZP a SZDSZ.
Bajnai rozhodl jít příkladem a nechává si vyplácet jako plat jen jeden forint měsíčně. Podle majetkového přiznání by měl za měsíc vydělat 1,4 milionu forintů (140 tisíc korun). Premiér slíbil, že od června bude posílat celou sumu zpět do státní kasy. Toto gesto je v souladu s tvrdým úsporným balíčkem. Například v rámci úsporných opatřen chce šéfům státních podniků stanovit platový strop na dva miliony forintů. Jeho ministři si již snížili platy o celých 15 procent. Navzdory těmto krokům Maďaři jeho vládě nevěří.
Dne 24. srpna 2009 se Gordon Bajnai sešel s českým premiérem Janem Fischerem. Na společném jednání se mimo jiné shodli na společné strategii v romské problematice. Maďarsko proto předkládá návrh, aby země Visegrádské čtyřky vypracovaly společnou středoevropskou strategii pro integraci Romů do společnosti.
O nástupci Gordona Bajnaje ve funkci premiéra se rozhodlo v parlamentních volbách 2010. S velkým náskokem je vyhrála pravicová strana Fidesz, která nyní v parlamentu drží dvoutřetinovou ústavní většinu. Premiérem byl dne 29. května 2010 zvolen Viktor Orbán, který již premiérem byl v letech 1998–2002.